# Championnat de Porto Rico de football 2013
Navigation
Saison précédente Saison suivante
La saison 2013 du Championnat de Porto Rico de football est la neuvième édition de la première division à Porto Rico. Les neuf formations engagées sont réunies au sein d'une poule unique où elles s'affrontent deux fois au cours de la saison. Les six premiers du classement disputent ensuite la phase finale pour déterminer le vainqueur du championnat.
C'est le club de Sevilla FC qui remporte la compétition cette saison après avoir étrillé le tenant du titre, Bayamón FC, 6-0 lors de la finale. C’est le second titre de champion de Porto Rico de l'histoire du club après celui remporté en 2008.

## Les clubs participants
- Sevilla FC
- Bayamón FC
- Atléticos de Levittown FC
- Guayama FC
- Criollos de Caguas FC
- Alianza Indios-Yagüez
- Leones de Maunabo FC
- Universitarios FC
- Académica Quintana

## Compétition
Le barème de points servant à établir le classement se décompose ainsi :
- Victoire : 3 points
- Match nul : 1 point
- Défaite : 0 point

### Classement
| Rang | Équipe                    | Pts | J  | G  | N | P  | Bp | Bc | Diff |
| ---- | ------------------------- | --- | -- | -- | - | -- | -- | -- | ---- |
| 1    | Bayamón FC                | 41  | 16 | 13 | 2 | 1  | 57 | 9  | +48  |
| 2    | Sevilla FC                | 36  | 16 | 11 | 3 | 2  | 52 | 19 | +33  |
| 3    | Criollos de Caguas FC     | 33  | 16 | 10 | 3 | 3  | 35 | 14 | +21  |
| 4    | Académica Quintana        | 30  | 16 | 9  | 3 | 4  | 42 | 30 | +12  |
| 5    | Guayama FC                | 22  | 16 | 7  | 1 | 7  | 39 | 29 | +10  |
| 6    | Universitarios FC         | 17  | 16 | 5  | 2 | 9  | 24 | 35 | -11  |
| 7    | Atléticos de Levittown FC | 13  | 16 | 4  | 1 | 11 | 21 | 55 | -34  |
| 8    | Leones de Maunabo FC      | 12  | 15 | 4  | 0 | 11 | 19 | 44 | -25  |
| 9    | Alianza Indios-Yagüez     | 1   | 16 | 0  | 1 | 15 | 5  | 59 | -54  |

|  | Qualification pour la CFU Club Championship 2014 et la phase finale |
|  | Qualification pour la phase finale                                  |
|  | T : Tenant du titre                                                 |

- La rencontre entre Leones de Maunabo et Guayama FC n'a pas été disputée, sans incidence pour le classement final.

### Phase finale
|  | Quarts de finale  | Quarts de finale        | Quarts de finale      | Quarts de finale      |                    |                    | Demi-finales            | Demi-finales            | Demi-finales            | Demi-finales            |  |  | Finale            | Finale            | Finale            | Finale            |
|  |                   |                         |                       |                       |                    |                    |                         |                         |                         |                         |  |  |                   |                   |                   |                   |
|  | 16 septembre 2013 | 16 septembre 2013       | 16 septembre 2013     | 16 septembre 2013     |                    |                    | 22 et 25 septembre 2013 | 22 et 25 septembre 2013 | 22 et 25 septembre 2013 | 22 et 25 septembre 2013 |  |  | 29 septembre 2013 | 29 septembre 2013 | 29 septembre 2013 | 29 septembre 2013 |
|  | 16 septembre 2013 | 16 septembre 2013       | 16 septembre 2013     | 16 septembre 2013     |                    |                    | 22 et 25 septembre 2013 | 22 et 25 septembre 2013 | 22 et 25 septembre 2013 | 22 et 25 septembre 2013 |  |  | 29 septembre 2013 | 29 septembre 2013 | 29 septembre 2013 | 29 septembre 2013 |
|  | 4e                | Académica Quintana      | 3                     | 3                     |                    |                    | 22 et 25 septembre 2013 | 22 et 25 septembre 2013 | 22 et 25 septembre 2013 | 22 et 25 septembre 2013 |  |  | 29 septembre 2013 | 29 septembre 2013 | 29 septembre 2013 | 29 septembre 2013 |
|  | 4e                | Académica Quintana      | 3                     | 3                     |                    |                    | 22 et 25 septembre 2013 | 22 et 25 septembre 2013 | 22 et 25 septembre 2013 | 22 et 25 septembre 2013 |  |  | 29 septembre 2013 | 29 septembre 2013 | 29 septembre 2013 | 29 septembre 2013 |
|  | 5e                | Guayama FC              | 0                     | 0                     |                    |                    | 22 et 25 septembre 2013 | 22 et 25 septembre 2013 | 22 et 25 septembre 2013 | 22 et 25 septembre 2013 |  |  | 29 septembre 2013 | 29 septembre 2013 | 29 septembre 2013 | 29 septembre 2013 |
|  | 5e                | Guayama FC              | 0                     | 0                     | Académica Quintana | Académica Quintana | 1                       | 1                       |                         |                         |  |  | 29 septembre 2013 | 29 septembre 2013 | 29 septembre 2013 | 29 septembre 2013 |
|  |                   |                         |                       |                       | Académica Quintana | Académica Quintana | 1                       | 1                       |                         |                         |  |  | 29 septembre 2013 | 29 septembre 2013 | 29 septembre 2013 | 29 septembre 2013 |
|  |                   |                         | 1er                   | Bayamón FC            | 2                  | 1                  |                         |                         |                         |                         |  |  | 29 septembre 2013 | 29 septembre 2013 | 29 septembre 2013 | 29 septembre 2013 |
|  |                   |                         |                       |                       | 2                  | 1                  |                         |                         |                         |                         |  |  | 29 septembre 2013 | 29 septembre 2013 | 29 septembre 2013 | 29 septembre 2013 |
|  |                   | 19 et 22 septembre 2013 |                       |                       |                    |                    |                         |                         |                         |                         |  |  | 29 septembre 2013 | 29 septembre 2013 | 29 septembre 2013 | 29 septembre 2013 |
|  |                   |                         |                       |                       |                    |                    |                         |                         |                         |                         |  |  | 29 septembre 2013 | 29 septembre 2013 | 29 septembre 2013 | 29 septembre 2013 |
|  | Bayamón FC        | Bayamón FC              | 0                     | 0                     |                    |                    |                         |                         |                         |                         |  |  |                   |                   |                   |                   |
|  | Bayamón FC        | Bayamón FC              | 0                     | 0                     |                    |                    |                         |                         |                         |                         |  |  |                   |                   |                   |                   |
|  |                   |                         | Sevilla FC            | Sevilla FC            | 6                  | 6                  |                         |                         |                         |                         |  |  |                   |                   |                   |                   |
|  |                   |                         |                       |                       | 6                  | 6                  |                         |                         |                         |                         |  |  |                   |                   |                   |                   |
|  |                   |                         |                       |                       |                    |                    |                         |                         |                         |                         |  |  |                   |                   |                   |                   |
|  |                   |                         |                       |                       |                    |                    |                         |                         |                         |                         |  |  |                   |                   |                   |                   |
|  | 2e                | Sevilla FC              | 5                     | 2                     |                    |                    |                         |                         |                         |                         |  |  |                   |                   |                   |                   |
|  | 2e                | Sevilla FC              | 5                     | 2                     | 14 septembre 2013  |                    |                         |                         |                         |                         |  |  |                   |                   |                   |                   |
|  |                   |                         | Criollos de Caguas FC | Criollos de Caguas FC | 2                  | 1                  |                         |                         |                         |                         |  |  |                   |                   |                   |                   |
|  | 3e                | Criollos de Caguas FC   | Criollos de Caguas FC | Criollos de Caguas FC | 2                  | 1                  | 2                       | 2                       |                         |                         |  |  |                   |                   |                   |                   |
|  | 3e                | Criollos de Caguas FC   |                       |                       |                    |                    |                         | 2                       |                         |                         |  |  |                   |                   |                   |                   |
|  | 6e                | Universitarios FC       | 0                     | 0                     |                    |                    |                         |                         |                         |                         |  |  |                   |                   |                   |                   |
|  | 6e                | Universitarios FC       | 0                     | 0                     |                    |                    |                         |                         |                         |                         |  |  |                   |                   |                   |                   |
|  |                   |                         |                       |                       |                    |                    |                         |                         |                         |                         |  |  |                   |                   |                   |                   |

## Bilan de la saison
| Championnat de Porto Rico de football 2013 |                       |
| Champion                                   | Sevilla FC (2e titre) |
| Qualifications continentales               |                       |
| CFU Club Championship 2014                 | Bayamón FC            |
| Promotions et relégations                  |                       |
| Promus en Puerto Rico Soccer League        | Aucun                 |
| Relégués                                   | Aucun                 |